# М-55 (літак)
М-55 «Геофізика» (за класифікацією НАТО — Mystic-B) — це висотний літак-розвідник, розроблений ОКБ М'ясищева в колишньому СРСР, подібний за завданням до Lockheed ER-2, але з фюзеляжем з подвійною стрілою та дизайном хвостової поверхні. Це двомоторна версія М-17 «Стратосфера» з підвищеною максимальною злітною масою.

## Історія створення
Після збиття літака Пауерса в СРСР була спроба скопіювати U-2. Проєктуванням машини, що одержала позначення С-13, займалося ОКБ Берієва. Роботи над нею було припинено у травні 1962 року.
Наприкінці 1960-х років виникла потреба створення літака для перехоплення висотних розвідувальних аеростатів, які регулярно запускалися американськими спецслужбами і іноді залітали на значні відстані вглиб території СРСР. Розробку висотного літака-перехоплювача розпочато ОКБ У. М. М'ясищева. Однак робота над проєктом не йшла швидко, і виробництво першої машини розпочалося тільки в 1974 році, а перший екземпляр з індексом М-17 з'явився ще через чотири роки, у 1978 році. Машина отримала цивільний номер «СРСР-17100» і маркування "Аерофлоту". Перший політ зразка відбувся 24 грудня 1978 року, але він завершився трагічно. Під час заходу на посадку в умовах поганої видимості машина зачепилася крилом за сніговий замет і розбилася, водночас загинув льотчик-випробувач Кір Чорнобровкін.
Друга дослідна машина М-17 «Стратосфера» з реєстраційним номером «СРСР-17103» піднялася у повітря 26 травня 1982 року.
До цього часу проблема розвідувальних аеростатів вже втратила свою актуальність, і було ухвалено рішення на базі М-17 створювати висотний розвідувально-ударний комплекс, що складається з власне літака-розвідника та наземного пункту наведення та управління, що забезпечує цілевказівку ракет «земля — земля». 16 серпня 1988 року свій перший політ здійснив модифікований літак М-17РМ, який отримав позначення М-55 «Геофізика». В модифікованій версії навчально-тренувального літака М-55У було застосовано двомісну кабіну пілотів.

## Конструкція
Літак побудований за схемою суцільнометалевого напівмонококового високоплана з вільнонесучим крилом нормальної аеродинамічної схеми.
Літак має двобалочну конструкцію з високорозташованим крилом великого подовження, набраним із надкритичних високонесучих профілів. У носовій частині фюзеляжу розташована кабіна пілота та відсік із розвідувальною апаратурою, масою близько 1,5 тонн. Вся хвостова частина фюзеляжу є моторним відсіком, де розташовуються два двоконтурні високоекономічні двигуни Д-30В12 (на М-17 стояв один двигун РД-36-51В).
Місткість паливної системи становить 8300 літрів.

## Технічні характеристики
Джерело: 
Основні характеристики
- Екіпаж: 1 чоловік
- Довжина: 22,67 м
- Висота: 4,8 м
- Розмах крила: 37,46 м

- Площа крила: 131,6 м²
- Крило у плані: П-173-9
- Нормальна злітна маса: 23 400 кг
- Максимальна злітна маса: 23 800 кг
- Корисне навантаження: 1 500 кг
- Маса палива у внутрішніх баках: 7 900 (8 300) кг
- Силова установка: 2 × Турбореактивні ТРДД Д-30-10В

Льотні характеристики
- Максимальна швидкість:  
  - на висоті 20 000 м: 743 км/годч
  - на висоті 5 000 м: 332 км/год
- Крейсерська швидкість: 0,7 М
- Практична дальність: 1 315 км
  - максимальна дальність на стелі (20 250 м до 20 620 м) : 1 315 км
  - максимальна дальність на 17 000 м: 5 000 км
- Тривалість польоту на стелі: 2 год 14 хв
- Тривалість польоту на 17 000 м: 6,5 год
- Час патрулювання: 48 хв
- Довжина розгону: 340 м
- Довжина пробігу: 875 м